# Вельден, Людвиг
Вельден Людвиг, барон фон (1782—1853) — австрийский военачальник, фельдцейхмейстер (1849).

## Биография
Изучал право в университете в Вюрцбурге, затем поступил на военную службу в 1798 году в армию Вюртемберга, участвовал в войне с революционной Францией. В 1802 году перешел на австрийскую службу, участвовал во всех антифранцузских кампаниях, с 1804 года — капитан, в 1805 году причислен к Генеральному штабу.
В войне с Францией 1809 года попал в плен, но обменян и сражался при Асперне, заслужил чин майора, по окончании кампании в 1810 году получил Рыцарский крест ордена Леопольда.
В Русском походе 1812 года был офицером штаба у князя Шварценберга, в 1813—1814 — офицер штаба Итальянской армии, 12 мая 1813 года получил чин подполковника, 16 июля 1815 года — полковника, за отличие в кампании получил Рыцарский крест ордена Марии Терезии.
В 1821—1824 годах был начальником штаба командующего в Верхней Италии, в 1828 году произведен в генерал-майоры, в 1832-38 годах возглавил военную комиссию Федерального собрания во Франкфурте, в 1836 году получил чин фельдмаршал-лейтенанта.
С 1838 года командовал дивизией в Граце, с 1843 — военный комендант Тироля.
Во время Итальянской кампании фельдмаршала Радецкого обеспечил связь действующей армии с коронными землями, 14 июня 1848 года взял Тревизо, окружил Венецию и вступил в Романью. 21 июня 1848 года получил в награду Большой крест ордена Леопольда (месяцем раньше получил Командирский крест ордена), 27 ноября 1848 года — Командирский крест ордена Марии Терезии.
28 сентября 1848 года отозван на должность генерал-губернатора Далмации, 2 декабря назначен генерал-губернатором Вены.
13 марта 1849 года произведен в фельдцейхмейстеры, 12 апреля сменил фельдмаршала Виндишгреца на посту главнокомандующего в действиях против венгерских повстанцев, но уже 1 июня 1849 года сдал командование генералу Гайнау и вернулся на должность генерал-губернатора в Вену.
Вышел в отставку в 1851 году.